# إسبن هاوغ
إسبن هاوغ (بالنرويجية البوكمول: Espen Haug)‏ هو لاعب كرة قدم ومدرب كرة قدم نرويجي، ولد في 30 يناير 1970 في أوسلو في النرويج. لعب مع نادي فوليرينغا ونادي لين.